# 金大明
金大明（韓語：김대명，1981年2月16日—），韓國男演員。
2013年，因在犯罪懸疑電影《恐怖直播》中的聲音出演而被觀眾所認識 ；2014年，憑藉著勵志職場劇《未生》中的金代理一角知名度大開，並獲得《韓國電視劇節》第8屆韓國電視劇節男子優秀演技獎；2021年，憑藉電影《小石頭》獲得第41屆韓國黃金攝影獎電影節男子部門評審特別獎。
2015年，出演犯罪電影《局內人們》；2016年，因在搞笑情景劇《心裡的聲音》中飾演趙俊一角受到更多關注；同年12月，金大明出演的災難電影《潘多拉》上映首周即突破百萬大關；
2017年，金大明憑電影《解冰》獲得《第38屆青龍電影獎》最優秀男配角獎提名。 2020年3月，相隔4年再次挑戰小熒幕，出演由《請回答系列》、《機智牢房生活》的申元浩導演與《請回答系列》的李祐汀作家合作打造的《機智醫生生活》，在劇中飾演婦產科助理教授-楊碩亨，於2021年6月，繼續出演由韓國tvN於2021年6月17日起播出的木曜連續劇《機智醫生生活2》。
同時於tvN劇集《機智醫生生活》完結後，與劇中的「五人幫」曹政奭、柳演錫、鄭敬淏、金大明及田美都共同出演由羅䁐錫製作的綜藝節目《機智的山村生活》。

## 個人經歷
金大明在高三時，在觀看韓石圭主演的《八月照相館》時，第一次看到父親教他如何使用遙控器的場面時，令他感到了一種能理解的奇怪的感情，對演員的生活產生了興趣，經過5次努力，終於考上了大學，合格後立即入伍，但退伍後第一次演的話劇就是出道作品《來鬼屋吧》。 之後通過面試進入學前，登上了地鐵1號線舞臺。 出道後，雖然一度以配角身份出現，但自從出演未生後，一直以有分量的角色出演。
當金大明他向父母坦白自己想演戲時，身爲牧師的父親大爲反對。 其理由是，雖然加入劇團的子女父母都如此，但如何通過演技生存下去。 父親希望金大明成爲牧師，但他本人卻說服他說:"我自己的傳道方法就是演員"，"因爲如果成爲好演員，我的信念也會對人們產生好的影響"。

## 演藝經歷

### 早年經歷
2006年，出演話劇《歡迎來到鬼神家》，作為演員出道。
2012年11月，出演喜劇動作片《小混混們的戰爭》，在片中飾演金武烈的幫派成員、膽小又純真的小混混鬥昌 。

### 演藝生涯發展
2013年7月，聲音出演犯罪懸疑電影《恐怖直播》，在片中飾演因為父親的死想要總統的道歉而做出了一系列恐怖事件的朴晨佑，該片以35億韓元的製作費，僅上映6天就突破了200萬人的盈虧分界線。
2014年4月，出演古裝劇情片《逆鱗》，在片中飾演宮女月惠的養父、參與謀反的姜龍輝，該片上映首日的觀影人數達到28萬人次，刷新2014年首映票房最高紀錄 。
2014年10月，首次挑戰小熒幕，出演金元錫執導的勵志職場劇《未生》，該劇改編自漫畫家尹泰浩的同名作品，金大明在劇中飾演32歲有義氣和韌勁的金東植代理 ，並憑藉該劇獲得《韓國電視劇節》 第8屆韓國電視劇節男子優秀演技獎 ，並獲得《第51屆百想藝術大賞》 新人男演員和最佳人氣獎的提名 ，同時入圍《tvN10 Awards》 最佳化學效應獎 。
2015年8月，出演愛情電影《愛上變身情人》，在片中飾演有着不為人知的秘密的家具設計師金禹鎮 。
2015年10月，出演懸疑電影《獨家報導：良辰殺人記》，在片中飾演提供線索的勇敢市民韓承雨，該片是一部影射新聞報導社會現實的電影作品 。
2015年11月，出演犯罪電影《局內人們》，在片中飾演負責社會及法制專題、總能拿到第一手新聞線索的高記者，該片榮獲《第37屆青龍電影獎》 最佳影片 。
2016年11月，出演搞笑情景劇《心裏的聲音》，在劇中飾演平凡的上班族、趙石的不懂事的哥哥趙俊，該劇改編自趙石網絡漫畫 。
2016年12月，出演朴正宇編導的災難電影《潘多拉》，在片中飾演核電站技術人員吉燮 。

### 2017年-2019年
出演驚悚電影《解冰》，在片中飾演勝勳新搬入的單間的房主、烤肉店店長成根 ，他憑藉該片獲得《第38屆青龍電影獎》最優秀男配角獎提名 。
2018年2月，金大明出演的犯罪電影《金色夢鄉》上映，在片中飾演處理離婚案的專家律師張東奎 。
2018年，出演犯罪動作電影《麻藥王》。
2019年，出演金敏洙執導的犯罪電影《別碰髒錢》，與鄭宇、朴秉恩一同合演，等待上映中，在2019年初拍攝《別碰髒錢》時，爲了拍攝作品而減肥，所以之後一直保持這個樣子。

### 2020年
2020年3月，相隔4年再次挑戰小熒幕，出演由《請回答系列》、《機智牢房生活》的申元浩導演與《請回答系列》的李祐汀作家合作打造的《 機智醫生生活 》，在劇中飾演婦產科助理教授-楊碩亨，一個隱藏的不合群者，有一個妹妹，本和媽媽關係疏離，但某天起，因某個原因而成爲媽寶，劇集於3月12日起在Netflix全球同步上線。
2020年9月，出演金鳳漢執導的犯罪電影《黃金之旅》(國際搜查)，與郭度沅、金希沅一同合演。
2020年10月，首次擔綱獨立電影《小石頭》男主角，飾演內心只有8歲，但身體是30多歲的青年錫久與離家出走的少女恩智(全彩恩飾演)的相遇事件。

### 2021年-2024年
2021年3月11日，出演綜藝節目《機智的露營生活》，由出演《機智的醫生生活》的曹政奭、田美都、鄭敬淏、金大明、柳演錫參與，內容講述五人去兩天一夜露營記，同時亦出演羅暎錫製作的綜藝節目《出差十五夜》第一、二集，節目於YouTube上的Channel十五夜頻道公開片段。
2021年6月17日再度出演由《請回答系列》、《機智牢房生活》的申元浩導演與《請回答系列》的李祐汀作家合作打造的《 機智醫生生活2 》，在劇中飾演婦產科助理教授-楊碩亨，一個隱藏的不合群者，有一個妹妹，本和媽媽關係疏離，但某天起，因某個原因而成爲媽寶。Netflix 於2021年6月17日起全球同步上線。
2021年10月8日，出演綜藝節目《機智的山村生活》，由《機智的醫生生活》的五人幫 曹政奭、田美都、鄭敬淏、金大明、柳演錫共同出演。
2021年10月29日，出演綜藝節目《柳熙烈的寫生簿》，於節目中演唱作爲《機智的醫生生活2》的OST和本人歌手的出道曲《在秋天的郵局前面》和與柳熙烈的合作舞台 野菊花《拜託》。
2024年2月8日至3月28日出演Channel十五夜網絡節目《맛따라 멋따라 대명이따라 跟着味道，跟着帥氣，跟着大明》。
2024年1月，確認出演Disney+全新漫改劇《照明商店》，此劇由《MOVING 異能》編劇姜草姜草的同名熱門網路漫畫改編，《異能》中飾演班主任一角的金熙元 (演員)首次擔任導演執導的作品，將在2024年由 Disney+ 獨家播出。
2024年5月，確認出演JTBC新土日劇《協商的技術》並，與李帝勳共同擔任主角， 此劇是一部講述企業間併購故事的電視劇。由製作《請吃飯的漂亮姐姐》、《密會》、《聽到傳聞》、《春夜》的安畔錫導演執導，李勝英作家寫作，該劇將於2025年上半年在韓國JTBC電視台播出。

## 影視作品

### 電視劇
| 年份   | 電視台  | 劇名                      | 角色           |          |
| 2014年 | tvN     | 《未生》                  | 金東植         |          |
| 2015年 | KBS     | 《Drama Special－紅月亮》 | 李愃(思悼世子) |          |
| 2016年 | KBS     | 《心裡的聲音》            | 趙俊           |          |
| 2020年 | tvN     | 《機智醫生生活》          | 楊碩亨         |          |
| 2021年 | tvN     | 《機智醫生生活2》         | 楊碩亨         |          |
| 2024年 | Disney+ | 《照明商店》              | 金相勛         |          |
| 2025年 | JTBC    | 《協商的技術》            | 吳順榮         |          |
| 2025年 | tvN     | 《機智住院醫生生活》      | 楊碩亨         | 特別出演 |
| 2025年 | MBC     | 《勞務師盧武鎮》          | 正民           | 特別出演 |

### 電影
| 年份   | 片名               | 角色               |
| 2012年 | 《狗的戰爭》       |                    |
| 2013年 | 《恐怖直播》       | 朴信宇 (聲演)      |
| 2014年 | 《徬徨之刃》       | 崔熙燮             |
| 2014年 | 《標靶》           | 奎浩               |
| 2014年 | 《逆鱗：刺王危城》 | 姜勇華             |
| 2014年 | 《鳴梁：怒海交鋒》 |                    |
| 2014年 | 《千王新世紀》     | 撞球場老闆         |
| 2015年 | 《愛上變身情人》   | 金禹鎮             |
| 2015年 | 《奪命頭條》       | 韓勝宇             |
| 2015年 | 《局內者們》       | 高相哲             |
| 2016年 | 《季春奶奶》       | 醫生               |
| 2016年 | 《德惠翁主》       | 金鳳國             |
| 2016年 | 《潘朵拉》         | 吉燮               |
| 2017年 | 《解冰》           | 鄭成根             |
| 2017年 | 《金色梦乡》       | 張東圭             |
| 2018年 | 《毒梟》           | 李斗煥(表弟)       |
| 2020年 | 《黃金之旅》       | 萬哲(當地觀光導遊) |
| 2020年 | 《小石頭》         | 尹錫久             |
| 2022年 | 《外星+人》        | 雷霆飛機 (聲演)    |
| 2024年 | 《別碰髒錢》       | 李東赫             |

### 音樂作品/MV
| 年份   | 歌手                                      | 歌曲 | 備註            |
| 2013年 | 鄭仁                                      | 《 정인 (JungIn) - 가을남자 (Autumn Guy)》 （页面存档备份，存于）                                                                                           | 出演MV          |
| 2015年 | 영준(YOUNG JUN) (Brown Eyed Soul成員之一) | 《니 생각뿐 (THINK OF YOU)》 （页面存档备份，存于） (Feat. 개리)                                                                                            | 出演MV          |
| 2018年 | 金大明，姜棟元，金成均                    | 《힘을 내 (골든슬럼버 OST)》 （页面存档备份，存于） (宅配男逃亡曲 Golden Slumber OST)                                                                       | 出演MV及錄製OST |
| 2020年 | 美都與Falasol                             | 《미도와 파라솔 (Mido and Falasol) - 너에게 난, 나에게 넌 (Me to You, You to Me)》 （页面存档备份，存于） 슬기로운 의사생활 시즌 (機智醫生生活) OST Part.12 | 出演MV及錄製OST |
| 2021年 | 金大明                                    | 《가을 우체국 앞에서(在秋天的郵局前)》 （页面存档备份，存于） 슬기로운 의사생활 시즌2 (機智醫生生活2) OST Part.2                                            | 出演MV及錄製OST |
| 2021年 | 美都與Falasol                             | 《미도와 파라솔 (Mido and Falasol) - 슈퍼스타 (Superstar)》 （页面存档备份，存于） 슬기로운 의사생활 시즌2 (機智醫生生活2) OST Part.6                       | 出演MV及錄製OST |
| 2021年 | 美都與Falasol                             | 《미도와 파라솔 (Mido and Falasol)- 언젠가는 (Someday)》 （页面存档备份，存于） 슬기로운 의사생활 시즌2 (機智醫生生活2) OST Part.12                         | 出演MV及錄製OST |

## 綜藝節目
| 節目名稱           | 集數                                     | 播出日期                        | 嘉賓                                                                        |
| 《機智的露營生活》 | 全集                                     | 2021年3月11日-2021年4月1日      | 金大明 、曹政奭 、柳演錫 、鄭敬淏 、田美都（電視劇《機智醫生生活2》宣傳期） |
| 《出差十五夜》     | E01-1、E01-2；E02-1、E02-2；E03-1、E03-2 | 2021年3月12日、3月18日、3月19日 | 金大明 、曹政奭 、柳演錫 、鄭敬淏 、田美都（電視劇《機智醫生生活2》宣傳期） |
| 《機智的山村生活》 | 全集                                     | 2021年10月8日-                  | 金大明 、曹政奭 、柳演錫 、鄭敬淏 、田美都                                  |

## 音樂劇/話劇
| 名稱                                              | 播出日期                    | 出演演員                       |
| 話劇《귀신의 집으로 오세요》 歡迎來到鬼神家       | 2007年                      |                                |
| 話劇《강택구》                                    | 2007年                      |                                |
| 話劇《물고기 남자》 魚的男人                      | 2007年                      |                                |
| 音樂劇《지하철 1호선》 地鐵1號線                  | 2008年                      |                                |
| 話劇《강풀의 바보》 野草的傻瓜                    | 2008年                      |                                |
| 話劇《동물원이야기》 動物園故事                   | 2009年                      |                                |
| 音樂劇《어쌔신》 刺客                             | 2009年9月26日-2009年11月8日 | 金大明、崔載雄、한지상、최혁주 |
| 話劇《한놈 두놈 삑구타고》 一個傢伙 兩個傢伙 鳴音 | 2011年7月1日-2011年7月10日  | 金大明、金武烈、尹錫元         |

## 獎項
| 年份   | 名稱                       | 獎項                   | 作品   | 結果 |
| 2015年 | 第51屆百想藝術大獎         | 電視部門男子新人演技獎 | 未生   | 提名 |
| 2015年 | 韓國電視劇節               | 男子優秀賞             | 未生   | 獲獎 |
| 2015年 | 第四屆APAN Star Awards     | 男子配角賞             | 未生   | 提名 |
| 2017年 | 第一屆首爾大獎             | 電影部門男子配角獎     | 解冰   | 提名 |
| 2017年 | 第26屆釜日電影獎           | 男子配角獎             | 解冰   | 提名 |
| 2017年 | 第38屆青龍電影獎           | 男子配角獎             | 解冰   | 提名 |
| 2018年 | 第23屆春史電影獎           | 男子配角獎             | 解冰   | 提名 |
| 2021年 | 第41屆韓國黃金攝影獎電影節 | 男子部門評審特別獎     | 小石頭 | 獲獎 |

## 外部連結
- 金大明的Instagram帳戶
- NAVER （页面存档备份，存于）
- （页面存档备份，存于）

1. ↑  . iMBC 연예. 2024-09-03  [2024-09-05]. （原始内容存档于2024-09-03） （韩语）.